# Monofosfato de desoxiuridina
El monofosfato de desoxiuridina (dUMP), también conocido como ácido desoxiuridílico o desoxiuridilato en sus formas de ácido conjugado y base conjugada, respectivamente, es un desoxinucleótido.
Es un intermediario en el metabolismo de los desoxirribonucleótidos.

## Biosíntesis
El monofosfato de desoxiuridina (dUMP) es la forma desoxigenada del monofosfato de uridina (UMP), y es el precursor del monofosfato de desoximidina (dTMP), un componente de la biosíntesis de los nucleótidos del ADN. Al sustituir el grupo hidroxilo del carbono 2' de la ribosa por un hidrógeno, el UMP se desoxigena en dUMP.
La síntesis del monofosfato de desoxiuridina (dUMP) es un proceso de varios pasos que comienza con el monofosfato de uridina (UMP), el producto de la biosíntesis de pirimidina. La enzima nucleósido monofosfato quinasa convierte el UMP y el ATP en difosfato de uridina (UDP) y ADP.
En presencia de un exceso de ATP, la enzima ribonucleótido reductasa inicia una reacción en cadena con el UDP, que cataliza la formación de difosfato de desoxiuridina (dUDP), que a su vez se convierte en trifosfato de desoxiuridina (dUTP) y luego en monofosfato de desoxiuridina (dUMP) mediante la adición o eliminación de grupos fosfato.